# Sint-Kruis-Winkel
Sint-Kruis-Winkel is een dorp in de Belgische provincie Oost-Vlaanderen en een deelgemeente van Gent, het was een zelfstandige gemeente tot aan de gemeentelijke herindeling van 1965. Het dorp ligt in het uiterste noorden van het grondgebied van de stad, vlak bij de haven van Gent en het zeekanaal van Gent naar Terneuzen. Sint-Kruis-Winkel is een van de 3 Gentse kanaaldorpen, de anderen zijnde Mendonk en Desteldonk. Sint-Kruis-Winkel bevindt zich het meest noordelijk en heeft vijf woonkernen. Vooreerst de dorpskern, dan de Warande, de A. De Smetstraat, de G. Van Heckelaan en ten slotte de M. Herpelinckstraat. Ten oosten van Sint-Kruis-Winkel vindt men Mendonk, dat gelegen is tussen de Moervaart en Zuidlede. Het meest zuidelijke gesitueerde kanaaldorp is Desteldonk. Deze dorpskern ervaart de meeste hinder van het nabijgelegen havengebied.

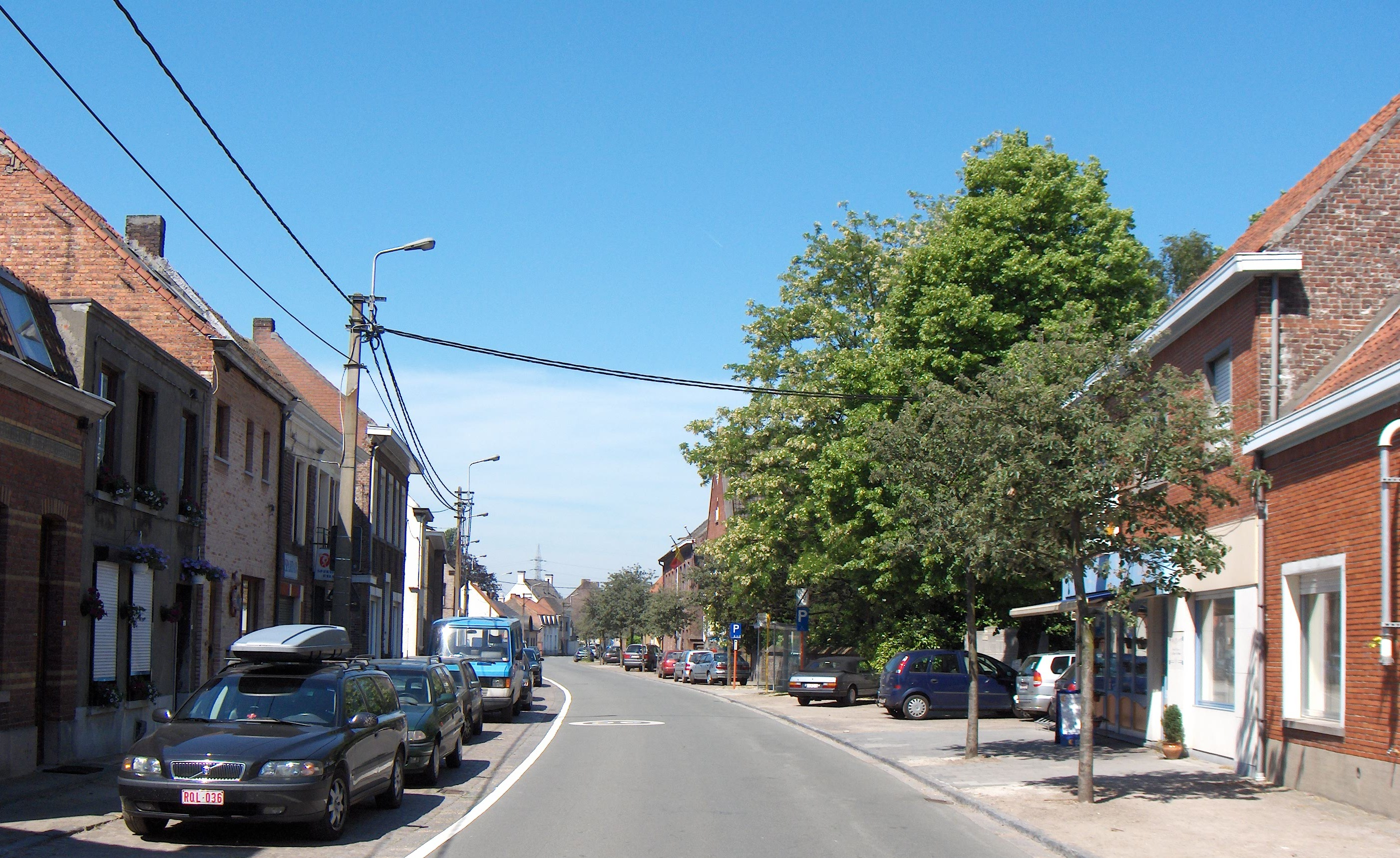
Sint-Kruis-Winkel, dorp juni 2006

## Etymologie
De naam Wincle, met betekenis "hoek", werd voor het eerst vermeld in documenten uit 1150. Ook de schrijfwijzen Wynckel en Wynkel zijn terug te vinden. Later is ook de term Sint-Kruis-Winkel in gebruik geraakt, om het dorp van Sint-Eloois-Winkel in West-Vlaanderen en Oostwinkel in het Meetjesland te onderscheiden.

## Geschiedenis
Sint-Kruis-Winkel was onderdeel van het Asseneder Ambacht. In 1649 gaf koning Filips IV van Spanje de heerlijkheid uit aan de familie Della Faille. In 1716 kocht Jan Francies Della Faille, burgemeester van Gent, een kasteeltje in Sint-Kruis-Winkel. Omstreeks 1800 werd een familiegraf van de familie aangelegd. Dit familiegraf bestaat nog, maar het kasteeltje viel later ten offer aan uitbreidingen van de Haven van Gent. Na 1830 werd Louis André Ghislain Della Faille de eerste burgemeester van Sint-Kruis-Winkel in de onafhankelijke Belgische staat.
De gemeente werd in 1965 definitief geannexeerd door Gent. Voordien was er al enig grondgebied naar Gent over gegaan voor de aanleg van havenwerken.

## Demografische ontwikkeling
- Bronnen:NIS, Opm:1831 tot en met 1961=volkstellingen; 1964 = inwoneraantal op 31 december

## Bezienswaardigheden
- De Onze-Lieve-Vrouw-van-Troost-ter-Warandekapel
- De Heilig Kruiskerk

## Natuur en landschap
Sint-Kruis-Winkel ligt in Zandig Vlaanderen. In het westen vindt men industriegebieden en het Kanaal Gent-Terneuzen, maar ook bosrestanten. In het zuiden loopt de Moervaart met de Moervaartdepressie tussen de Moervaart en de Zuidlede. De Moervaartvallei is ontsloten door een wandel- en een fietspad.

## Economie
De achteruitgang in inwoneraantal is vooral te wijten aan de stelselmatige inpalming van gebied door de stad Gent voor industriële toepassingen met als hoogtepunt de volledige annexatie op 1 januari 1965. Het is ook op het vroegere Sint-Kruis-Winkel dat de staalreus SIDMAR, nu ArcelorMittal-Gent, zijn inplantingen verwezenlijkte. Hieruit vloeide voort dat nog andere bedrijven zich kwamen vestigen, onder andere Ebes Rodenhuyze, CBR en Air Products. De Centrale Knippegroen wekt elektriciteit op uit de procesgassen van de staalfabriek.

## Geboren in Sint-Kruis-Winkel
- Leonce-Albert Van Peteghem, 28e bisschop van Gent
- Jonas Geirnaert, Vlaams comedy- en televisiemaker, striptekenaar en regisseur van animatiefilms
- Jozef Chalmet, syndicalist en burgemeester van Zelzate

## Nabijgelegen kernen
Wachtebeke, Mendonk